# Charles Gordon-Lennox, 6. vévoda z Richmondu
Charles Henry Gordon-Lennox, 6. vévoda z Richmondu a 1. vévoda z Gordonu (Charles Henry Gordon-Lennox, 6th Duke of Richmond and 1st Duke of Gordon, 6th Earl of Darnley and of March, 1st Earl of Kinrara, 6th Baron Setrington, 6th Baron Torboulton, duc d'Aubigny) (27. února 1818, Londýn, Anglie – 27. září 1903, Gordon Castle, Skotsko) byl britský státník z vysoce postavené šlechtické rodiny, patřil k nemanželskému potomstvu krále Karla II. V mládí sloužil v armádě a byl dlouholetým poslancem Dolní sněmovny, od roku 1860 po otci jako vévoda z Richmondu zasedal ve Sněmovně lordů, kde náležel k předním členům Konzervativní strany. Během své kariéry se od mládí zároveň uplatňoval ve vládních funkcích, mimo jiné byl ministrem obchodu (1867–1868, 1885), prezidentem Tajné rady (1874–1880) nebo ministrem pro Skotsko (1885–1886). Byl rytířem Podvazkového řádu, získal čestný doktorát v Cambridge a zastával řadu čestných funkcí.

## Kariéra
Pocházel z významného šlechtického rodu Lennoxů a patřil k nemanželskému potomstvu krále Karla II. Narodil se jako lord Charles Lennox v londýnském paláci Richmond House, byl nejstarším z osmi dětí 5. vévody z Richmondu, po matce Caroline Paget byl spřízněn s významným rodem Pagetů a vnukem polního maršála 1. markýze z Anglesey. Spolu s otcem přijal v roce 1836 jméno příbuzného vymřelého rodu vévodů z Gordonu (Gordon-Lennox). Studoval ve Westminsteru a Oxfordu, poté sloužil v armádě, v letech 1842–1854 byl pobočníkem vrchních velitelů armády vévody Wellingtona a vikomta Hardinge. V letech 1841–1860 byl zároveň členem Dolní sněmovny za Konzervativní stranu, v parlamentu zastupoval volební obvod West Sussex. V roce 1859 byl krátce prezidentem chudinského úřadu (President of the Poor Law Board) a od roku 1859 též členem Tajné rady. Po otcově smrti zdědil rodové tituly a majetek a vstoupil do Sněmovny lordů (1860, do té doby jako otcův dědic užíval titul hraběte z Marche). Po převzetí dědictví se dočasně vzdal politických aktivit a věnoval se správě rodového majetku.
Do vysoké politiky se vrátil v roce 1867, kdy kvůli předloženému návrhu parlamentní reformy odstoupili z Derbyho vlády ministr kolonií hrabě Carnarvon a ministr pro Indii markýz Salisbury. Derby musel rekonstruovat vládu a vévoda z Richmondu převzal uvolněné ministerstvo obchodu (President of the Board of Trade, 1867–1868). V letech 1870–1874 byl mluvčím konzervativní opozice ve Sněmovně lordů a v Disraeliho vládě přijal funkci lorda prezidenta Tajné rady (1874–1880), zároveň zůstal mluvčím Konzervativní strany ve Sněmovně lordů. V roce 1885 byl znovu krátce ministrem obchodu a poté v letech 1885–1886 státním sekretářem pro Skotsko. Kromě toho se angažoval v řadě vládních výborů a komisí.
Zastával řadu čestných postů, v letech 1861–1903 byl kancléřem univerzity v Aberdeenu a v letech 1879–1903 lordem místodržitlem v hrabství Banffshire. V roce 1867 získal Podvazkový řád a v roce 1876 získal titul vévody z Gordonu platný pro celé Spojené království (dosavadní titul vévody z Richmondu platil pouze pro Anglii). V roce 1894 získal čestný doktorát na univerzitě v Cambridge. Jako přímý potomek Karla II., i když z nemanželského svazku, měl ze strany královny Viktorie nárok na oslovení My Beloved Cousin (Můj milovaný bratranče).

## Rodina

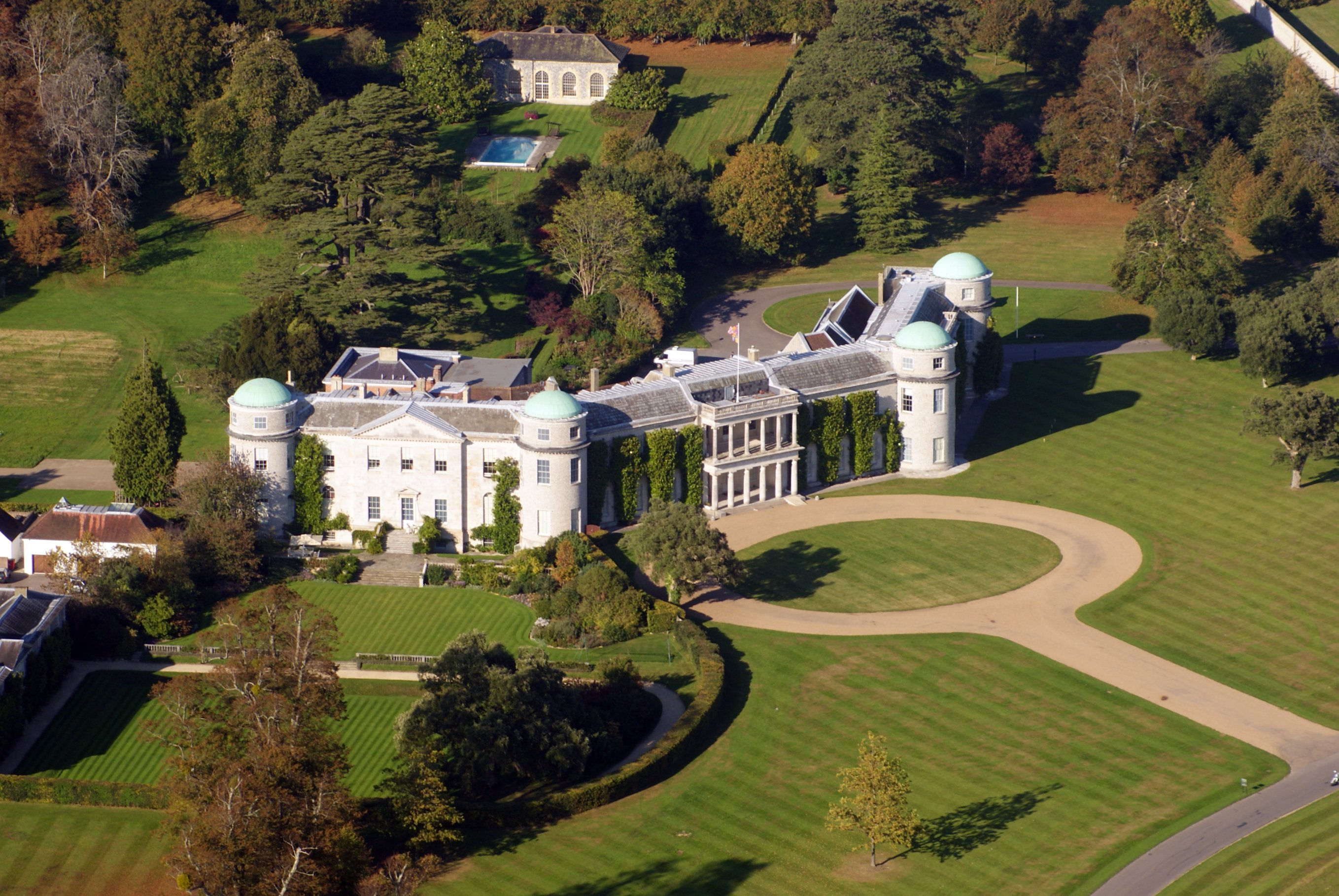
Zámek Goodwood House (Sussex), hlavní sídlo vévodů z Richmondu

Jeho manželkou byla Frances Greville (1824–1887) z rodu hrabat z Warwicku. Měli spolu šest dětí, čtyři syny a dvě dcery, které zůstaly neprovdané. Dědicem titulů byl nejstarší syn Charles Henry Gordon-Lennox, 7. vévoda z Richmondu (1845–1928). Další dva synové, lord Algernon Gordon-Lennox (1847–1921) a lord Francis Gordon-Lennox (1849–1886), sloužili v armádě. Nejmladší syn lord Walter Gordon-Lennox (1865–1922) byl členem Dolní sněmovny a v letech 1891-1892 pokladníkem královského dvora.
V politice se uplatnili také mladší bratři 6. vévody z Richmondu. Lord Henry Charles Gordon-Lennox (1821–1886) byl dlouholetým členem Dolní sněmovny a v letech 1874–1876 ministrem veřejných prací. V Dolní sněmovně zasedali i další bratři lord Alexander Francis Gordon-Lennox (1825–1892) a lord George Charles Gordon-Lennox (1829–1877), kteří zároveň sloužili v armádě. Jejich bratranec Sir Wilbraham Lennox (1830–1897) byl generálem a velitelem na Cejlonu.